# Anolis litoralis
Anolis litoralis (східний блідий аноліс) — вид ігуаноподібних ящірок родини анолісових (Dactyloidae). Ендемік Куби.

## Поширення і екологія
Східні бліді аноліси поширені на південному сході Куби. Вони живуть в прибережних і субприбережних мікрофільних лісах, напівпустельних колючих чагарникових заростях та склерофільних чагарникових лісах. Живляться комахами, відкладають яйця.